# ماوري سارافينيو
ماوري سارافينيو (بالفنلندية: Mauri Saarivainio)‏ (مواليد 15 نوفمبر 1945) هو ملاكم فنلندي، مثّل بلاده في الألعاب الأولمبية الصيفية 1968.

## روابط خارجية
ماوري سارافينيو على موقع أوليمبيديا (الإنجليزية)